# Рыблова Марина Александровна
Рыблова Марина Александровна (род. 06.11. 1959, с. Беляевка Волгоградской обл.) – российский этнограф, специалист по этнографии донских казаков, доктор исторических наук, доцент, главный научный сотрудник лаборатории казачества Южного научного центра РАН, ведущий научный сотрудник Института социально-экономического развития региона Волгоградского государственного университета.

## Биография
Родилась 6 ноября 1959 г. в с. Беляевка Старополтавского р-на Волгоградской обл. В 1976 г. окончила Краснооктябрьскую среднюю школу Палласовского р-на Волгоградской области; в 1980 г. – с отличием историческое отделение историко-филологического факультета Волгоградского государственного педагогического института им. С.А. Серафимовича. В 1979–1982 гг. работала учителем восьмилетней школы в хут. Песковатка Городищенского р-на Волгоградской области.
С 1983 г. работала в Волгоградском государственном университете: сначала в должности младшего научного сотрудника, затем преподавателя, доцента, профессора кафедры международных отношений и зарубежного регионоведения и ведущего научного сотрудника. С 2005 г. совмещает работу в ВолГУ с работой в Южном научном центре РАН (на должности главного научного сотрудника лаборатории казачества).
В 1996 г. защитила кандидатскую диссертацию «Традиционные жилища донских верховых казаков (XIX – п.п. XX в.)» по специальности 07.00.07 – этнография, этнология. В 1998 г. получила звание доцента. В 2003–2006 гг. училась в докторантуре на кафедре этнологии и антропологии исторического ф-та Санкт-Петербургского государственного университета. В 2009 г. защитила докторскую диссертацию «Мужские сообщества донских казаков как социокультурный феномен XVI–первой трети XIX в.» по специальности 24.00.01 – теория и история культуры.
Организационная и общественная деятельность:
член Ассоциации антропологов и этнологов России,
член Исторического совета Всевеликого войска Донского,
член редакционного совета журнала «Вестник Волгоградского государственного университета. Серия 4. История. Регионоведение. Международные отношения».
М.А. Рыблова ведет активную просветительскую работу, занимаясь популяризацией традиционной культуры российского казачества (открытые лекции, мастер-классы), доступные широкой аудитории в сети Интернет.
Научные достижения
М.А. Рыблова с 1983 г. является участником и организатором полевых этнографических исследований на территории Волгоградской обл., направленных на выявление этнокультурных особенностей населения региона, и в первую очередь – донских казаков. Она – один из создателей и куратор Музея казачьего быта ВолГУ. В 2000–2015 гг. руководила научными проектами РГНФ «Исследование этнокультурных особенностей населения Волгоградской области»; «Исследование специфики половозрастной стратификации и обрядовой жизни донской казачьей общины»; «Социокультурные трансформации на Дону и их отражение в исторической памяти донских казаков»; «Дети и война: культура повседневности, механизмы адаптации, стратегии и практики выживания в условиях Великой Отечественной войны»; проектом «Этнографическая энциклопедия Волгоградской области». Является участником ряда научно-исследовательских проектов ЮНЦ РАН. С начала 2000 г. стала заниматься проблемами устной истории народов Волгоградской обл., а с 2012 г. разрабатывала проблемы культурной антропологии военного и послевоенного Сталинграда-Волгограда.
Основная сфера ее научных интересов – этнокультурные процессы на Юге России, этнография народов Нижнего Поволжья и донского казачества, в настоящее время она является ведущим этнографом-казаковедом страны. В числе ее научных разработок:
– выявление генезиса и эволюции традиционных поселений и жилищ донских казаков; разработка этнографической типологии народного казачьего жилища; определение особенностей заселения и освоения Дона казачьими сообществами;
– выявление социокультурной специфики ранних сообществ донских казаков, обоснование архаичности их социального устройства, определение в качестве прототипов их организации мужских союзов и сообществ, бытовавших по разные стороны условного Дикого поля, как особой среды их формирования; осуществление кросскультурного анализа и сравнения южнорусских казачьих сообществ с мужскими сообществами славянского, тюркского и кавказского миров;
– выявление половозрастной структуры, как ранних казачьих сообществ, так и их поздних общин периода сословности, определение символики отдельных групп (в том числе представленной в зоо-и орнитоморфных образах); полная реконструкция обрядов жизненного цикла казака-воина и женщины казачки; выявление особенностей механизма социализации членов казачьих сообществ;
– реконструкция и детальное описание календарной обрядности донских казаков;
– выявление трансформаций традиционной казачьей культуры и особенностей их культуры повседневности в советский период истории;
– разработка проблем антропологии военного детства, выявление особенностей детского восприятия войны, механизмов адаптации и практик выживания детей в условиях Великой Отечественной войны (на примере Сталинградской битвы).
М.А. Рыблова – автор 300 научных публикаций, в их числе 30 книг (5 авторских и 8 коллективных монографий, сборники материалов, учебные пособия, энциклопедии и пр.).
Награды и премии
Лауреат государственной премии Волгоградской области в сфере литературы, искусства, архитектуры и культурно-просветительной деятельности.

## Основные публикации
Учебные пособия, монографии, сборники материалов:
Немцы Поволжья. Быт и культура. Учебное пособие. Волгоград: Изд-во ВолГУ, 1997. – 100 с. (в соавторстве с В.В. Когитиным).
Природа и история Урюпинского края. Урюпинск: Изд-во ВолГУ, 1998. Учебное пособие для средней школы (коллективный труд) – 191 с.
Очерки традиционной культуры казачества России / под ред. Н.И. Бондаря. М-Краснодар, 2002, Т. 1. (коллективная монография) – 590 с.
Судьба. Интерпретация культурных кодов. Саратов: Научная книга, 2003. – 186 с. (коллективная монография).
Традиционные поселения и жилища донских казаков. Волгоград: Изд-во ВолГУ,  2002 – 241 с.
Донское братство: казачьи сообщества на Дону в XVI – п. трети XIX в. Волгоград. Изд-во ВолГУ, 2006. 544 с.
Энциклопедия Волгоградской области. Волгоград: Издатель, 2007 (коллективный труд).
Культура и пространство: историко-культурные бренды и образы территорий, регионов и мест. Ростов-на-Дону: Изд-во ЮНЦ РАН, 2012 (коллект. монография) – 311 с. (коллективная монография).
Проблемы социально-экономического и этнополитического развития южного макрорегиона. Ростов-на-Дону: Изд-во ЮНЦ РАН, 2012 – 312 с. (коллект. монография)
Календарные праздники донских казаков. Волгоград: Издатель, 2014 – 166 с.
Художник И.И. Машков в искусстве, текстах, документах 1930-х годов. М.: БуксМАрт, 2014. – 400 с. (коллективная монография).
Дети и война: Сталинградская битва и жизнь в военном Сталинграде в воспоминаниях жителей города / под ред. М.А. Рыбловой. Волгоград: Изд-во Волгоградского филиала РАНХиГС, 2014. – 512 с.
Стать воином: Традиции социализации юношей и подготовки воинов в донской казачьей общине. Волгоград-Ростов-на-Дону: изд-во ВолГУ, 2016 – 280 с.
Календарные праздники донских казаков. Волгоград: Изд-во ВолГУ, 2016, издание 2, испр. – 168 с.
Этнографическая энциклопедия Волгоградской области / под ред. М.А. Рыбловой. Волгоград: Изд-во ВолГУ, 2017 – 544 с. (коллективный труд).
Дети Сталинграда: 10 лет после войны. Воспоминания жителей города / Под редакцией М.А. Рыбловой. Волгоград: Изд-во Волгоградского филиала РАНХИГС, 2015– 390 с.
Детство и война: культура повседневности, механизмы адаптации и практики выживания детей в условиях Великой Отечественной войны. Волгоград: Изд-во Волгогр. филиала ФГБОУ ВО РАНХиГС, 2015. – 336 с. (коллективная монография).
Стать воином: Традиции социализации юношей и подготовки воинов в донской казачьей общине. Волгоград-Ростов-на-Дону: изд-во ВолГУ, 2016 – 280 с.
Календарные праздники донских казаков. Волгоград: Изд-во ВолГУ, 2016, издание 2, испр. – 168 с.
Донская свадьба. Выпуск I. Материалы архивов и публикации XIX века / Составители, авторы комментариев и примечаний Рыблова М.А., Когитина А.В. Волгоград: Изд-во Волгоградского института управления филиала РАНХиГС. 2019. – 224 с.
История донского казачества. В 3 т. / Ответ. ред. издания А.И. Агафонов. Ростов н/Д.: Омега Паблишер, 2020 (коллективная монография).
Донская свадьба. Выпуск 2. Материалы этнографических и фольклорных экспедиций 1983-2017 гг. / сост. М.А. Рыблова, В.С. Кубракова, В.А. Шилкин / под редакцией М.А. Рыбловой. Ростов-на-Дону: Изд-во ЮНЦ РАН, 2020 – 224 с.
Святки на Дону. Учебно-методическое пособие. Волгоград: Изд-во ИП Никулина М.Г., 2021. 120 с. (коллект. труд).
Казаки и казачки в обрядовой и трудовой жизни донской казачьей общины. Ростов-на-Дону: Изд-во ЮНЦ РАН, 2022.
Донские казаки в СССР / отв. Редактор акад. Г.Г. Матишов. Ростов-на-Дону: Изд-во ЮНЦ РАН, 2022. – 336 с. (коллект. монография).
Повседневность казачьего Дона в 1930-1980-х гг.: воспоминания, записки, интервью /сост. А.В. Венков, М.А. Рыблова. Ростов-на-Дону: Изд-во ЮНЦ РАН, 2022 – 264 с.
Стать воином: Традиции социализации юношей и подготовки воинов в донской казачьей общине. 2-е издание, испр. и дополн. М.: «Академия», 2023. – 352 с.
Традиционный женский костюм Новоаннинского района Волгоградской области начала XX в. Волгоград: ООО РПК «Пилот», 2024. – 76 с. (в соавторстве с И.Н. Ивановой).
Статьи:
Типы традиционных жилищ донских казаков // Этнографическое обозрение. 1998. № 6. С.41– 55.
Донские верховые и низовые казаки: к вопросу о локализации группы // Вестник ВолГУ. Серия 4: История. Регионоведение. Международные отношения. 2001. Вып. 6. С. 57–69.
Понятие «граница» в обрядах и представлениях донских казаков // Этнографическое обозрение. 2002. № 5. С. 3– 15.
«Взвейтесь, соколы, орлами»: орнитоморфная символика в восточнославянской воинской традиции // Этнографическое обозрение. 2007. № 2. С. 86–106.
От «Дикого поля» к «Донской земле»: специфика духовного освоения пространства в донской казачьей традиции // Вестник ВолГУ. Серия 4: История. Регионоведение. Международные отношения. Вып. 7. Волгоград, 2002. С. 98–114.
Хранители казачьих кладов: к вопросу о концепции судьбы в русской народной традиции // Судьба. Интерпретация культурных кодов. «Научная книга», 2003. С. 111–175.
Об истории, некоторых итогах и перспективах исследования этнокультурных особенностей населения Волгоградской области // Стрежень. Научный ежегодник. Вып. 4. Волгоград, Изд-во ВолГУ, 2004. С. 356–363.
Казачий атаман: функции и атрибуты // Вестник  ВолГУ. Серия 4. Вып. 11. Волгоград: Изд-во ВолГУ, 2006. С. 83–95.
«Взвейтесь, соколы, орлами»: орнитоморфная символика в восточнославянской воинской традиции // Этнографическое обозрение. 2007. № 2. С. 86–106.
Экстремалы Дикого Поля: основные этапы жизненного пути воина-казака // Мужской сборник-3. СПб.: Индрик., ИЭ РАН, 2007. С. 207–223.
Атаманская власть в казачьих сообществах на Дону (XVI–XVIII вв.) // Власть. 2008. № 11. С. 129–133.
Специфика семейно-брачных отношений у донских казаков: истоки и трансформации // Стрежень. Научный ежегодник. Вып. 6. Волгоград: Издатель, 2008. С. 132–149.
Способы и образы самоидентификации донских казаков // Вестник ВолГУ. Серия 4. История. Регионоведение. Международные отношения. 2009. № 1. С.19–25.
Донское казачество: к вопросу об «истоках» и социокультурных трансформациях // Этнографическое обозрение. 2010. № 6. С. 158–174.
Женские промыслы на Нижней Волге и Дону в XIX–начале XX в. // Сарепта: Историко-этнографический вестник. Вып. 4. Волгоград, 2011. Ч. 2. С. 59–75.
Устная история» донских казаков в полевых этнографических исследованиях // Вестник ВолГУ. История. Регионоведение. Международные Отношения. 2012. № 1 (21). С. 177–186.
Традиционная культура донских казаков в период социалистической модернизации // Стрежень: научный ежегодник. Под ред. М.М. Загорулько. Волгоград: Издатель. Вып. 11. 2013. С. 165–177.
«Играют мальчики в войну»: война как способ освоения детьми пространства Великой Отечественной войны // Вестник ВолГУ. Серия 4. История. Регионоведение. Международные отношения. 2014. № 3. С. 81–91.
«Территория детства» в пространстве войны (на материалах Сталинградской битвы) // Вестник ВолГУ. Серия 4. История. Регионоведение. Международные отношения. 2014. № 3. С. 81–91.
Мир вещей и культура городской повседневности в условиях военной экстремальности (на материалах Сталинградской битвы) // Социология города. 2015. № 4. С. 22–35.
Дети Сталинграда: пищевые практики военного времени // Вестник ВолГУ. Серия 4. История Регионоведение. Международные отношения. 2015. № 4. С. 168–179.
Материалы по этнографии казахов-букеевцев в российской дореволюционной периодике // Вестник ВолГУ. 2017. Серия 4. История Регионоведение. Международные отношения. С. 169–182.
Обрядовая пища донских казаков: от обыденного к сакральному // Этнографическое обозрение. 2017. № 3. С. 167–181.
Между буднями и праздником: коллективные работы и общественные повинности в традиционной общине донских казаков // Вестник Волгоградского государственного университета. Серия 4. История. Регионоведение. Международные отношения. 2019. № 4. С. 202–214.
Церковь и религиозная жизнь донских казачьих общин в материалах этнографических экспедиций Волгоградского государственного университета // Мир Православия. Сборник статей. Вып. 10. Волгоград: изд-во ВолГУ, 2019. С. 272–300.
Предметные символы девушки-невесты в донской казачьей свадьбе // Археология, этнография и антропология Евразии. Т. 48. № 2. 2020. С. 121–128.
Традиция в условиях экстремальности: народные способы осмысления и «преодоления» Великой Отечественной войны // Вестник Волгоградского государственного университета. 2021. Т. 26. № 1. С. 216–228.
Вдовы в  традиционной семье и  общине донских казаков // Вестник Санкт-Петербургского университета. История. 2021. Т. 66. Вып. 1. С. 279–292
Бой Василия Буслаева со старцем: опыт трактовки былинного мотива // Историческая поэтика. 2021. Т. 19. № 4. С. 40–54.
Three Years in a Cossack Khutor during the “Stagnation” Period: Ethnographer’s Notes in the Fields of Memoirs of a Rural Teacher. Part 1. Life Support Practices and Authorities // Russkaya Starina. 2021. № 12(1). P. 54–65.
Three Years in a Cossack Khutor during the “Stagnation” Period: Ethnographer’s Notes in the Fields of Memoirs of a Rural Teacher. Part 2. Gender and Age Groups of the Khutor Community: Boundaries, Statuses, and Functions // Russkaya Starina. 2021. № 12 (2).
Сакральные локусы и их почитание в традиции донских казаков // Народы и религии Евразии. 2021. Т. 26. № 4. С. 130–144.
Народные образы предвестников Великой Отечественной войны: опыт систематизации и дешифровки // Вестник Томского государственного университета. 2022. № 474. С. 217–222.
Культурные заимствования в традиции донских казаков // Народы и религии Евразии.  2022. 27(3), С. 99–112.
Артельное начало  в организации рыболовного и охотничьего промыслов у русского населения Дона и Нижней Волги // Вестник ВолГУ. Серия 4. 2022. № 5. С. 108–119.
Устная история» донских казаков в полевых этнографических исследованиях // Вестник ВолГУ. История. Регионоведение. Международные отношения. 2012. № 1 (21). С. 177–186.
Образы «своих» и «чужих» в топонимии и топонимических преданиях донских казаков // Вестник Волгоградского государственного университета. Серия 4, История. Регионоведение. Международные отношения. 2023. Т. 28, № 2. С. 57–68.
Российское казачество в процессах поиска групповой идентичности и этнокультурного конструирования // Народы и религии Евразии. 2023. Т. 28. № 2. С. 124–141.
К вопросу о социальных истоках ранних казачьих сообществ: итоги, методология и перспективы исследований // Вестник Волгоградского государственного университета. Серия 4, История. Регионоведение. Международные отношения. 2024. Т. 29. № 4. С. 249–260.